# Heaven×Inferno
『Heaven×Inferno』（ヘブンインフェルノ）は、トライエースが開発、NTTドコモが運営するスマートフォン・タブレット向けロールプレイングゲーム。
基本プレイは無料で、ゲーム内アイテムを有料で購入できるフリーミアムモデル。
本編シナリオに成田良悟、音楽に古代祐三を起用するなど、有名クリエイターが多数参加している。
2017年1月31日をもってサービスを終了した。